# Governatorato Settentrionale
Il Governatorato Settentrionale è un governatorato del Bahrein con circa 326 000 abitanti (stima 2014).
La città più popolata e importante del governatorato è Al Mintaqah al Gharbiyah che è anche il capoluogo del Governatorato Settentrionale. Il Governatorato Settentrionale è situato nel Nord-Ovest del paese e comprende anche un'isola al largo delle coste occidentali dell'isola del Bahrein. Questa piccola Isola è in collegamento con l'Arabia Saudita tramite il Ponte Re Fahd.
Nel governatorato si trova il sito archeologico di Ain Umm Sujoor.